# Zodiac (Robert Graysmith)
Zodiac è un romanzo scritto da Robert Graysmith. La prima pubblicazione fu nel 1986. Il romanzo è basato sulla storia
del killer dello Zodiaco, o Zodiac, criminale statunitense che ha collezionato vari omicidi in California, a San Francisco e a Vallejo.

## Adattamento cinematografico
Nel 2007 dal libro è stato tratto il film omonimo, con le musiche di David Shire e la regia di David Fincher
.

## Edizioni
- Robert Graysmith, Zodiac killer, traduzione di Denise Silvestri, Mondadori, Milano 2006

Il romanzo è stato tradotto in varie lingue.